# Abi Morgan
	Abigail Louise Morgan, née en 1968 est une scénariste et dramaturge britannique.

## Filmographie
- 1998 : Médecins de l'ordinaire (en), série télévisée (saison 6, épisodes 4 & 9)
- 2000 : My Fragile Heart (en), mini-série télévisée
- 2002 : Murder (en), série télévisée
- 2004 : Sex Traffic, téléfilm
- 2005 : Life Isn't All Ha Ha Hee Hee (en), mini-série télévisée
- 2006 : Tsunami : Les Jours d'après de Bharat Nalluri, téléfilm
- 2007 : Rendez-vous à Brick Lane de Sarah Gavron
- 2008 : White Girl (en) de Hettie Macdonald, téléfilm
- 2010 : Royal Wedding de James Griffiths, téléfilm
- 2011 : La Dame de fer de Phyllida Lloyd
- 2011 : Shame de Steve McQueen
- 2011 - 2012 : The Hour, série télévisée
- 2012 : Birdsong, mini-série
- 2013 : The Invisible Woman de Ralph Fiennes
- 2015 : Les Suffragettes de Sarah Gavron
- 2015 : River, mini-série télévisée
- 2018 : Snatches: Moments from Women's Lives, mini-série télévisée (épisode 1)
- 2018 - 2022 : The Split, série télévisée
- 2021 - 2022 : Evlilik Hakkında Her Şey, série télévisée
- 2024 : Eric, mini-série télévisée
- 2025 : Bridget Jones : Folle de lui (Bridget Jones: Mad About the Boy) de Michael Morris

## Pièces de théâtre
- 1997 : Skinned
- 1998 : Sleeping Aroundco-écrit avec Mark Ravenhill, Stephen Greenhorn et Hilary Fannin
- 1999 : Fast Food
- 2000 Splendour
- 2001 : Tiny Dynamite
- 2001 : Tender
- 2005 : Monster Mum
- 2008 Fugee
- Chain Play – Production II – co-écrit avec Neil LaBute, Mike Poulton et Tanya Ronder
- 2009 : The Night is Darkest Before the Dawn
- 2011 : Lovesong
- 2011 : 27
- 2014 : The Mistress Contract

## Distinctions

### Récompenses
- BATA 2005 : Meilleur scénario pour Sex Traffic
- Festival du film britannique de Dinard 2007 : Meilleur scénario pour Rendez-vous à Brick Lane
- BATA 2009 : Meilleur scénario pour White Girl
- Women Film Critics Circle 2011 : Meilleure scénariste pour La Dame de fer
- Emmy Awards 2013 : Primetime Emmy Award du meilleur scénario pour une mini-série ou un téléfilm pour The Hour

### Nominations
- 2011 : Satellite Award du meilleur scénario original pour Shame
- BIFI 2011 : Meilleur scénario pour Shame
- Emmy Awards 2012 : Primetime Emmy Award du meilleur scénario pour une mini-série ou un téléfilm pour The Hour
- BAFTA 2012 : British Academy Film Award du meilleur scénario original pour La Dame de fer
- BIFA 2012 : Meilleur scénario pour La Dame de fer